# 함창건
함창건 (2001년 8월 18일 ~ )은 LG 트윈스 소속 야구 선수이다.

## LG 트윈스 시절
2024년 6월 21일 문성주를 대신해 1군에 등록되었다.

## 출신 학교
- 백운초등학교
- 충암중학교
- 충암고등학교